# Kande Hiunchuli
Der Kande Hiunchuli (wissenschaftlich Kā̃de Hiū Chuli̇̄, auch Kangde Hiunchuli) ist ein 6627 m hoher vergletscherter Berg im Himalaya im Westen von Nepal.
Der in der Verwaltungszone Karnali gelegene Kande Hiunchuli bildet eine der höchsten Erhebungen im Gebirgsmassiv Kanjiroba Himal. Der Berg liegt am Grenzpunkt der Distrikte Mugu, Dolpa und Jumla (Gemeinde Patarāsi̇̄) und wird auch Patarāsi̇̄ Himāl genannt. Ein Berggrat führt nach Nordosten, auf welchem die Nebengipfel Kande Hiunchuli Nordost I (6521 m), Kande Hiunchuli Nordost II (6471 m) und Patrali (6450 m) liegen. Der Bergkamm führt weiter zum höchsten Punkt des Kanjiroba Himal, dem 8,61 km ostsüdöstlich gelegenen Kanjiroba (6883 m). 
Die Erstbesteigung des Kande Hiunchuli gelang einer japanischen Expedition der Tōkai-Universität im Jahr 1963 über die Westseite.
Norio Hoshino und ein Sherpa erreichten den Gipfel am 13. September.
Eine weitere Besteigung fand möglicherweise 1972 statt. Shigeru Kuwahata und Toyukazu Hirota, Teilnehmer einer japanischen Expedition des Tokyo Yamatabi Club, erklommen am 18. Oktober den Gipfel über den Südwestgrat. Es ist jedoch unklar, ob sie tatsächlich den besagten Gipfel bestiegen.